# Тунья
Тунья́ (рос. Тунья, марій. Тумньо) — присілок у складі Куженерського району Марій Ел, Росія. Входить до складу Токтайбеляцького сільського поселення.
Стара назва — Марі-Тунья.

## Населення
Населення — 47 осіб (2010; 38 у 2002).
Національний склад (станом на 2002 рік):
- марійці — 100 %